# Ampullosansonia hyalina
Ampullosansonia hyalina is een slakkensoort uit de familie van de Pickworthiidae. De wetenschappelijke naam van de soort is voor het eerst geldig gepubliceerd in 1999 door Kase.